# شاهنشاه (شروان‌شاه)
شاهنشاه بیست و دومین شروان‌شاه بود. او پس از مرگ برادر بزرگترش، تاج و تخت شروان را به ارث برد. وی ۳ سال پس از آن درگذشت. اطلاعات بسیار کمی در مورد او وجود دارد.